# Hexatoma (Eriocera) morosa
Hexatoma (Eriocera) morosa is een tweevleugelige uit de familie steltmuggen (Limoniidae). De soort komt voor in het Oriëntaals gebied.